# 艾米利亚自由堡
艾米利亚自由堡（義大利語：Castelfranco Emilia），是意大利摩德纳省的一个市镇。总面积102.47平方公里，人口31229人，人口密度304.8人/平方公里（2009年）。ISTAT代码为036006。